# Sundochernes malayanus
Espèce
Sundochernes malayanus est une espèce de pseudoscorpions de la famille des Chernetidae.

## Distribution
Cette espèce est endémique du Selangor en Malaisie. Elle se rencontre vers Kelang.

## Description
Le mâle holotype mesure 1,7 mm.

## Étymologie
Son nom d'espèce lui a été donné en référence au lieu de sa découverte, la Malaisie.

## Publication originale
- Beier, 1963 : Pseudoscorpione aus Vogelnestern von Malaya. Pacific Insects, vol. 5, p. 507-511 (texte intégral).